# Rhynchospora smithii
Rhynchospora smithii är en halvgräsart som beskrevs av William Wayt Thomas. Rhynchospora smithii ingår i släktet småag, och familjen halvgräs. Inga underarter finns listade i Catalogue of Life.